# Secretaría Ejecutiva del Sistema Nacional Anticorrupción
La Secretaría Ejecutiva del Sistema Nacional Anticorrupción (SESNA) es un organismo descentralizado no sectorizado a ninguna secretaría de Estado. Es el órgano mexicano encargado brindar apoyo técnico y generar insumos para la toma de decisiones del Comité Coordinador del Sistema Nacional Anticorrupción (SNA), instancia responsable de aprobar, diseñar, promover y evaluar la política nacional en la materia. Por ser un organismo descentralizado cuenta con personalidad jurídica, patrimonio propio y con autonomía técnica y de gestión.

## Historia y marco normativo
El 27 de mayo de 2015 se promulga la reforma constitucional en la materia, creándose así, el Sistema Nacional Anticorrupción, con el fin de fortalecer los controles internos y externos de combate a la corrupción, bajo un esquema legal, homogéneo y de coordinación en el actuar de las autoridades competentes.
Como consecuencia de dicha reforma, y la publicación de la Ley General del Sistema Nacional Anticorrupción (LGSNA), se establece la Secretaría Ejecutiva del Sistema Nacional Anticorrupción (SESNA) como un organismo de apoyo técnico, encargado de materializar las decisiones del Comité Coordinador del SNA, y cuya operación, debería iniciar a más tardar dentro de los sesenta días siguientes, a la sesión de instalación del Comité Coordinador, misma que fue realizada el 4 de abril de 2017.
Asimismo, el 21 de julio de 2017, se publicó en el Diario Oficial de la Federación (DOF) el Estatuto Orgánico de la Secretaría Ejecutiva del Sistema Nacional Anticorrupción, aprobado por el Órgano de Gobierno, que contiene las bases de organización, la estructura y facultades de las unidades administrativas integrantes de la Secretaría Ejecutiva.

## Principales funciones
De conformidad con lo establecido en la Ley General del Sistema Nacional Anticorrupción y en su estatuto orgánico, la Secretaría Ejecutiva del Sistema Nacional Anticorrupción, tiene como principales funciones:
- Proponer políticas públicas y realizar estudios especializados en materia de prevención, control y disuasión de faltas administrativas y hechos de corrupción, así como de fiscalización y control de recursos públicos.
- Diseñar metodologías, indicadores y evaluaciones para medir y dar seguimiento a las políticas públicas implementadas.
- Administrar la Plataforma Digital Nacional, así como los mecanismos de suministro, intercambio, sistematización y actualización de la información en materia de fiscalización y control de recursos públicos.
- Ejecutar y dar seguimiento a los acuerdos y resoluciones del Comité Coordinador y del Órgano de Gobierno, así como elaborar y certificar los acuerdos e instrumentos jurídicos que se aprueben en dichos órganos colegiados.

## Estructura orgánica
La SESNA, para el ejercicio de sus atribuciones y asuntos de su competencia, cuenta con la siguiente estructura:
Órgano de gobierno: Órgano máximo de administración, gobierno y dirección de la Secretaría Ejecutiva, está integrado por los miembros del Comité Coordinador.
Comisión Ejecutiva: Conformada por el secretario técnico y los miembros del CPC, con excepción de su presidente. Su función principal consiste en la generación de insumos técnicos, propuestas sobre la  Política Nacional Anticorrupción (PNA) y políticas integrales, metodologías de seguimiento y mecanismos de información en materia de combate a la corrupción, para ser presentados y, en su caso, aprobados por el Comité Coordinador.
Secretario técnico: Servidor público que dirige, administra y representa legalmente a la SESNA, forma parte de su Comisión Ejecutiva y funge como secretario en el Órgano de Gobierno y en el Comité Coordinador del SNA.
En junio de 2022, Roberto Moreno Herrera fue nombrado secretario técnico de la Secretaría Ejecutiva del SNA (SESNA) por un periodo de 5 años. 
Unidades administrativas: Las unidades administrativas, están conformadas por cinco áreas con funciones específicas, las cuales son: 
- Unidad de Riesgos y Política Pública:

Se encarga principalmente de realizar estudios especializados y diseñar propuestas de políticas públicas de prevención, detección y disuasión de hechos de corrupción y faltas administrativas, así como elaborar los indicadores para su evaluación, con base en la  Política Nacional Anticorrupción (PNA).
- Unidad de Servicios Tecnológicos y Plataforma Digital Nacional:

Su función primordial es integrar los sistemas de información necesarios para la operación de la Plataforma Digital Nacional, que servirán para la evaluación de la  PNA. Así como, elaborar y difundir políticas, lineamientos y programas institucionales en materia de informática, tecnologías de la información y la comunicación relacionadas con el SNA.
- Dirección General de Administración:

Administra los recursos humanos, financieros y materiales de la SESNA y vigila el cumplimiento de la normatividad aplicable para la adecuada administración de dichos recursos.
- Dirección General de Asuntos Jurídicos:

Tiene como principal atribución, representar legalmente a la SESNA ante toda clase de autoridades administrativas, judiciales y laborales, así como coadyuvar con el secretario técnico en las funciones que le corresponden como secretario del Comité Coordinador y del Órgano de Gobierno.
- Dirección General de Vinculación Interinstitucional:

Se encarga principalmente de proponer e impulsar mecanismos colaboración y coordinación con los integrantes del SNA, atender sus requerimientos y proponer la estrategia de difusión.

## Política Nacional Anticorrupción (PNA)
La Política Nacional Anticorrupción, es un plan estratégico que se ha definido mediante un diagnóstico y las prioridades compartidas a nivel nacional, suma esfuerzos por analizar el problema y determinar posibles soluciones en su implementación, se llevó mediante un proceso participativo que fue incorporando las perspectivas de ciudadanos y especialistas. 
El proceso de consulta se basó de tres pilares clave: 
1. Un Consejo Consultivo integrado por especialistas, asociaciones de la sociedad civil e instituciones públicas nacionales e internacionales. El Consejo fue creado como un espacio de participación y diálogo con dos funciones: hacer llegar a la Comisión Ejecutiva, todos aquellos insumos, estudios e investigaciones que, de acuerdo con su experiencia, consideren relevantes para integrar a la Política Nacional Anticorrupción; y, por otra parte, conocer y opinar respecto de los avances en la elaboración de la Política que elabore la referida Comisión.
2. La Consulta Ciudadana en línea, cuyo resultado fue la opinión y percepción de más de 19 mil personas con respecto a las causas, efectos y soluciones concretas en materia de combate de corrupción que se orientan hacia aquellas temáticas que afectan directamente la vida cotidiana de los individuos, estuvo disponible del 31 de agosto al 5 de octubre de 2018.[14]
3. Los Foros Regionales efectuados, entre octubre y noviembre de 2018, en las ciudades de Guadalajara, Zacatecas, Saltillo, Oaxaca, Querétaro, Hermosillo, Cancún y Ciudad de México, cuyo propósito es recabar opiniones y propuestas de organizaciones de la sociedad civil, académicos e integrantes de los sistemas locales anticorrupción de las entidades federativas.

Todos los insumos recabados por medio de los tres pilares de la Consulta Pública serán analizados por la Comisión Ejecutiva de la SESNA, durante el proceso de redacción del documento de política. Del diagnóstico desarrollado se presentó un conjunto de prioridades que definen el rumbo de la estrategia contra el problema de la corrupción.

## Plataforma Digital Nacional
La Plataforma Digital Nacional, es un instrumento de cooperación transversal para que las instituciones gubernamentales encargadas de prevenir, detectar y sancionar actos de corrupción ejerzan sus facultades con información, haciendo uso de herramientas digitales.
De conformidad con el artículo 49 de la LGSNA, la Plataforma estará conformada por la información que incorporen las autoridades integrantes del Sistema Nacional y contará, al menos, con los siguientes sistemas electrónicos:
- De evolución patrimonial, declaración de intereses y constancia de presentación de declaración fiscal
- De Servidores públicos que intervengan en procedimientos de contrataciones públicas
- De Servidores públicos y particulares sancionados
- De información y comunicación del Sistema Nacional y del Sistema Nacional de Fiscalización
- De denuncias públicas de faltas administrativas y hechos de corrupción
- De Información Pública de Contrataciones.

También se considera que la información relativa a la comisión de faltas administrativas graves por parte de servidores públicos y particulares quedará registrada y estará al alcance de las autoridades competentes que la requieran. Las sanciones impuestas por faltas administrativas graves que consideren impedimentos o inhabilitaciones para ser contratados como servidores públicos o prestadores de servicios serán de conocimiento público.
La Plataforma impulsará la estandarización e interoperabilidad de los datos de cada sistema a nivel nacional.